# ペジェンの月

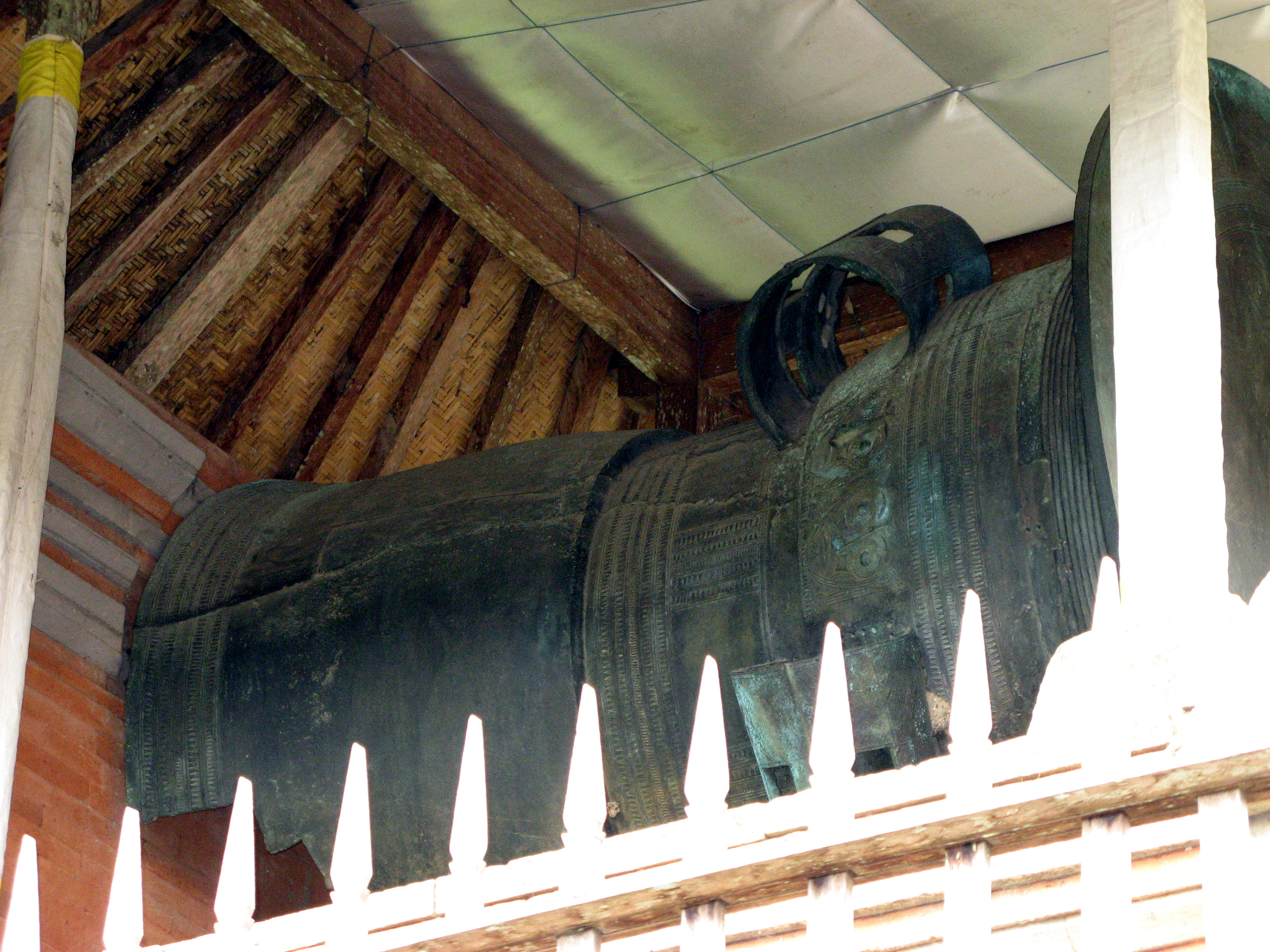
ペジェンの月（胴部）

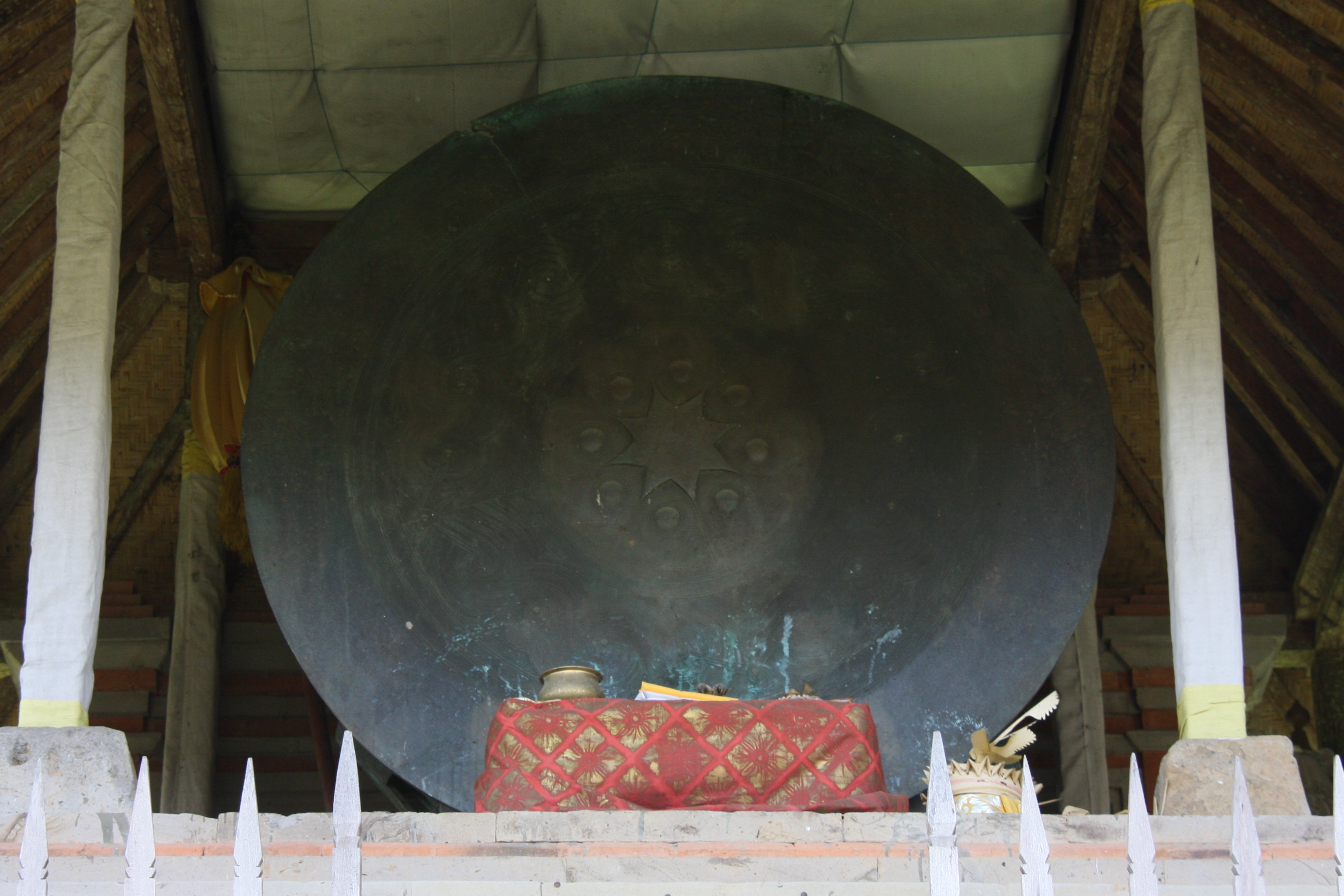
ペジェンの月（鼓面）

ペジェンの月（ペジェンのつき、尼: Bulan Pejeng、英: Moon of Pejeng〈Moon Pejeng, Pejeng Moon〉）は、1705年にインドネシアにおいて最初に発見されたペジェン鼓（尼: Nekara Pejeng）と称される巨大な青銅器の銅鼓（ネカラ、Nekara）である。「月の輪」とも称される。マレー語世界（広義の「マレー世界」）最大の銅鼓であり、東南アジアにおける青銅器時代の最大の遺物として知られる。
バリ島のギャニャール県タンパクシリン郡の村ペジェンに位置するプナタラン・サシ寺院に保存され、非常に神聖なものとして祀られている。この銅鼓は、バリ島の初期の稲作にまつわる儀礼（雨乞いなど）に使用されたと考えられる。銅鼓「ペジェンの月」は、2019年11月13日、インドネシアの文化遺産 (Cagar Budaya) に登録されている。

## 歴史
およそ紀元前500年より、東南アジアの大陸部から島嶼部にも金属器が伝来するようになると、海上交易によりインドネシア東部にも銅鼓が伝えられた。特にベトナム北部に端を発する代表的な初期金属器文化であるドンソン文化の影響は大きく、インドネシアのほぼ全域において、典型的なドンソン銅鼓（ヘーゲル I 式銅鼓、英: Heger Type I drum）が認められるとともに、ペジェン鼓のような独特な型式の銅鼓もまた製作されていった。ジャワ島東部のラモンガンからは、年代の重なるヘーゲル I 式銅鼓とペジェン鼓がともに出土している。
巨大な銅鼓である「ペジェンの月」は、紀元前3世紀頃のものといわれる。この「ペジェンの月」は1705年、インドネシアで初めて発見された銅鼓として、有名な博物学者であるゲオルク・ルンフィウスにより報告された。
ペジェン鼓（および同様の型式の銅鼓）は、おそらくバリ島初期の低地稲作に関係する儀礼において重要な役割を果たした。ペジェン鼓の調査結果によると、それらは主に湖沼、湧水、河川の堰（せき）といった灌漑の水源付近の場所より発見されている。
また、この青銅器の銅鼓の呼称であるネカラ (Nekara) は、古語で「巨大な太鼓」の意であり、それはすべてのガムラン楽器の先祖であるとされ、祭器であった銅鼓の製作より、時代を経て青銅楽器ガムランの技術に発達したと考えられる。

## 形態

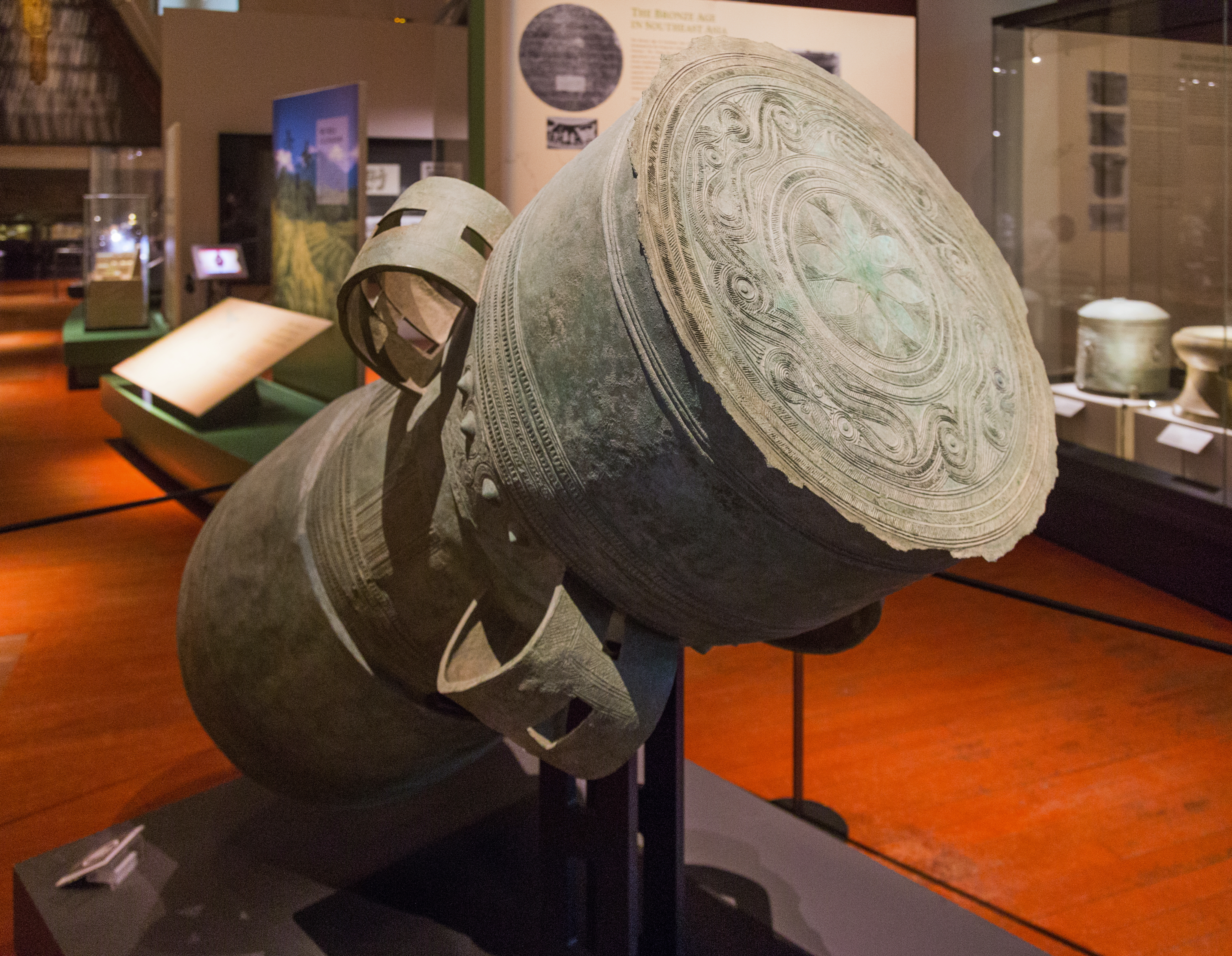
東ジャワのペジェン鼓の型式の銅鼓

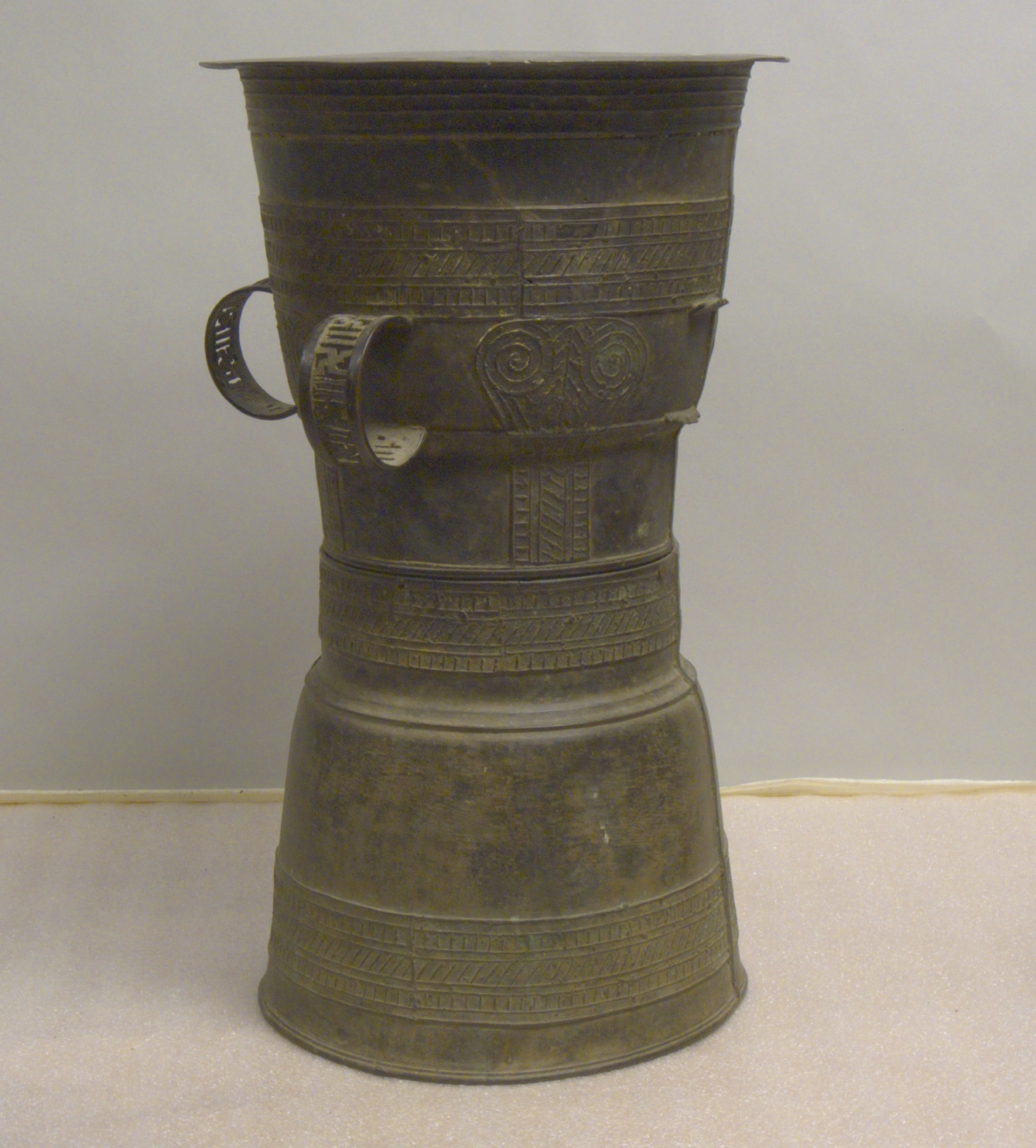
ペジェン鼓の型式

ペジェン鼓のような型式の銅鼓は、ドンソン文化によるヘーゲル I 式銅鼓に見られる横に広がった形状とは異なり、背が高く細長いという特徴がある。この独特なペジェン鼓は、インドネシア産であると考えられ、鋳型が、バリ島のマヌアバ (Manuaba) ならびにセンビランより発見されている。
銅鼓「ペジェンの月」は、特にその大きさとともに装飾においても独特な意匠を見ることができる。「ペジェンの月」はこれまで発見された銅鼓のうち最大のもので、高さ186.5センチメートル、鼓面直径160センチメートルである。形状は「太鼓」のようであるが、胴部は細長く、かつ巨大化している。
装飾においては、胴上部に特徴的な一対の人面（仮面〈トペン、尼: Topeng〉）の意匠が特に認められ、また、鼓面中央には星が描かれており、螺旋状に絡み合う意匠により囲まれている。

## 伝説
この銅鼓「ペジェンの月」には多くの伝説がある。ある伝説においては、この銅鼓はかつて輝く光を広くもたらす天空の車輪であったため、昔は夜の間も常に明るかったという。
伝承によれば、大昔の地球には13個の月があったといわれる。ある日、その月の1つが地上に落ちて木の枝に引っ掛かった。その月の光が非常に明るく照らすため、夜のうちに泥棒は盗みを働くことができなくなった。そこである時、泥棒が話し合いによって月の光を消すことになり、泥棒の1人が木に登って尿を掛けて輝く月光を消そうとした。すると瞬く間に月は爆発して、その欠けた月が銅鼓「ペジェンの月」になった。銅鼓の底部に見られる欠損は、その爆発によるものであるともいわれる。
また別の伝説においては、この銅鼓はバリ神話における月の女神デウィ・ラティ（またはバリの伝説の巨人クボ・イオ）の耳飾りであったと伝えられている。